# Energia elétrica geotérmica na Itália

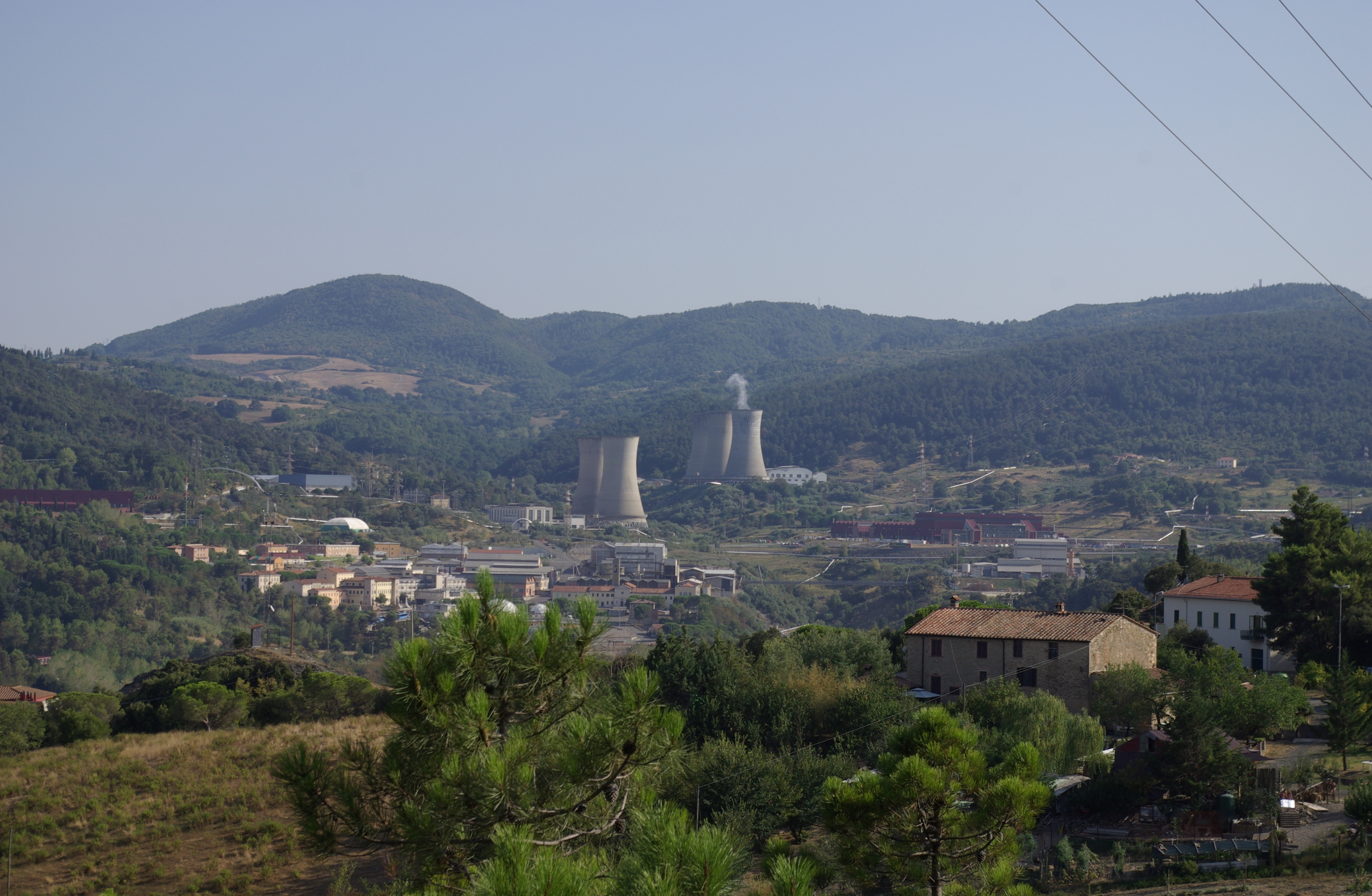
Vista de Larderello, com uma aos maiores usinas geotérmicas na Itália

Energia geotérmica é responsável por cerca de 1,6-1,8% do total de produção de energia elétrica na Itália e cerca de 7% do total da energia renovável produzida em 2010.:95
O total de energia produzida a partir da energia geotérmica foi 5.660 GWh em 2015. A Itália é o sexto país com a maior capacidade geotérmica  instalada.
Existem 33 centrais geotérmicas com uma capacidade total de 772 MW. Todas as usinas estão na Toscana, nas províncias de Grosseto, Pisa e Siena.:94 A província de Pisa sozinha contribui para mais de metade da produção nacional.

## História
No século XX, a demanda por eletricidade levou à consideração da energia geotérmica como uma fonte geradora. Príncipe Piero Ginori Conti testou o primeiro gerador de energia geotérmica em 4 de julho de 1904 em Larderello, na província de Pisa. Com sucesso iluminado quatro lâmpadas. Mais Tarde, em 1911, a primeira usina de energia geotérmica comercial foi construída lá. Geradores experimentais foram construídos em outros países na década de 1920, mas a Itália foi a única produtora industrial de eletricidade geotérmica até 1958.

## Desenvolvimento atual
Em 30 de Maio de 2012, a Enel Green Power anuncia a entrada em serviço de uma nova usina de energia geotérmica, Rancia 2 na cidade de Radicondoli, província de Siena. A central, que tem uma capacidade líquida instalada de 17 MW, sendo capaz de gerar cerca de 150 GWh por ano. A transformação da central Rancia 2 cai dentro do plano de negócios do grupo de 2012 a 2016, que prevê um pacote de investimento de cerca de 500 milhões de euros para o desenvolvimento de usinas geotérmicas, na Toscana.
Enquanto a atualização de Rancia 1 e Le Prata (nas cidades de Radicondoli (SI) e Castelnuovo di Val di Cecina (PI), respectivamente) estão em andamento, a renovação total também vai começar em breve para as três usinas geotérmicas localizadas na cidade de Piancastagnaio (SI).